# Pont Saint-Sylvain
Le pont Saint-Sylvain est un ouvrage d'art routier situé entre L'Isle-Jourdain (Vienne) et Le Vigeant, en France.

## Situation et accès

### Situation générale
Le pont est situé au sud-ouest de la commune de L’Isle-Jourdain côté rive droite et à l’est de celle du Vigeant côté rive gauche, et plus largement au sud du département de la Vienne.

### Situation routière
Le franchissement est situé entre les points de repère kilométriques no 22 et no 23 de la route départementale 10.

## Histoire

### Évolution structurelle
Il est probable que le premier pont à cet emplacement ait été construit au XIe siècle. En 1746, celui en place compte 11 arches dont 2 voûtées en pierre de taille et 9 qui sont des travées de charpente reposant sur des piles de pierre. Le remplacement en pierre de ces 9 travées par des arches en pierre est effectué entre 1823 et 1829, sous la Seconde Restauration. Enfin, des modifications sont apportées au cours des XIXe et XXe siècles : le pont est notamment élargi en 1875, puis en 1964 pour s’adapter au trafic routier grandissant.

### Statue de saint Sylvain
On s’accorde à dire d’après une légende populaire que le corps martyrisé de saint Sylvain est jeté dans la Vienne à Saint-Junien aurait été arrêté par l’une des piles du pont avant d’être emmené plus loin par le courant jusqu’à Loubressac (localité à Mazerolles). Ainsi, le 24 septembre 1876, sous l’impulsion de l’abbé Dorlacq (curé de la paroisse), une statue de saint Sylvain est installée sur le pont. On confère à la statue une capacité de guérison : les enfants souffrant de troubles psychiques sont amenés à ses pieds, un rituel leur préconisant de se déshabiller et de se rhabiller à cet endroit — en découle le surnom d’« arche de la débraille ». Également, on y guérit la stérilité des épouses : en faisant le tour de la statue et selon le sens de rotation, elles auraient plus de chance d’avoir un enfant du sexe désiré. La statue est connue localement sous le nom de Saint Birotin (ou Biroutin).

## Structure[2]
Le pont repose sur 10 piles (soit 11 arches) en pierre munies d’avant-becs et 2 culées. En son milieu, une jonction mène à l’Isle-Fort.

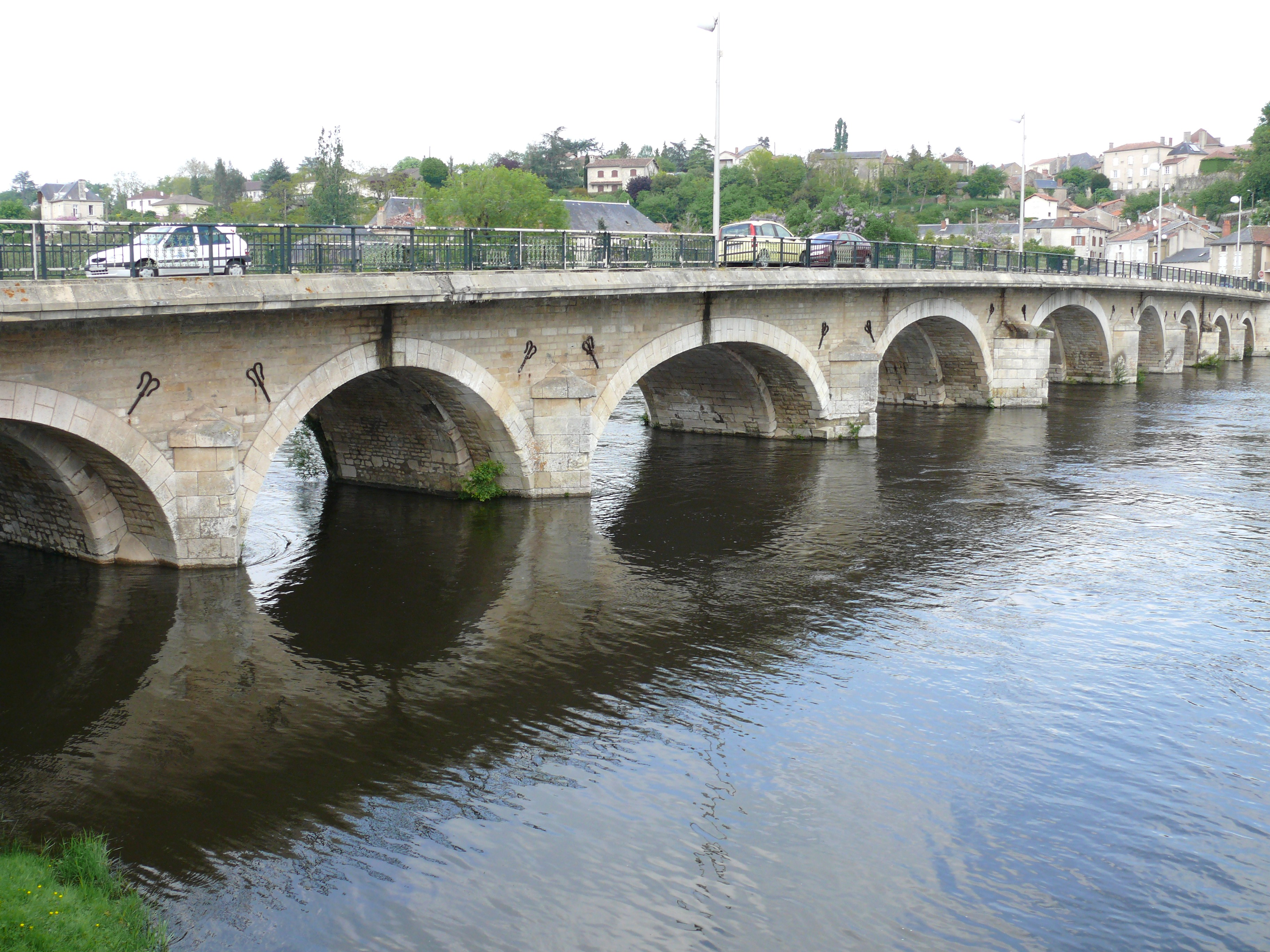
Vue d'ensemble depuis le côté du Vigeant, en mai 2010.
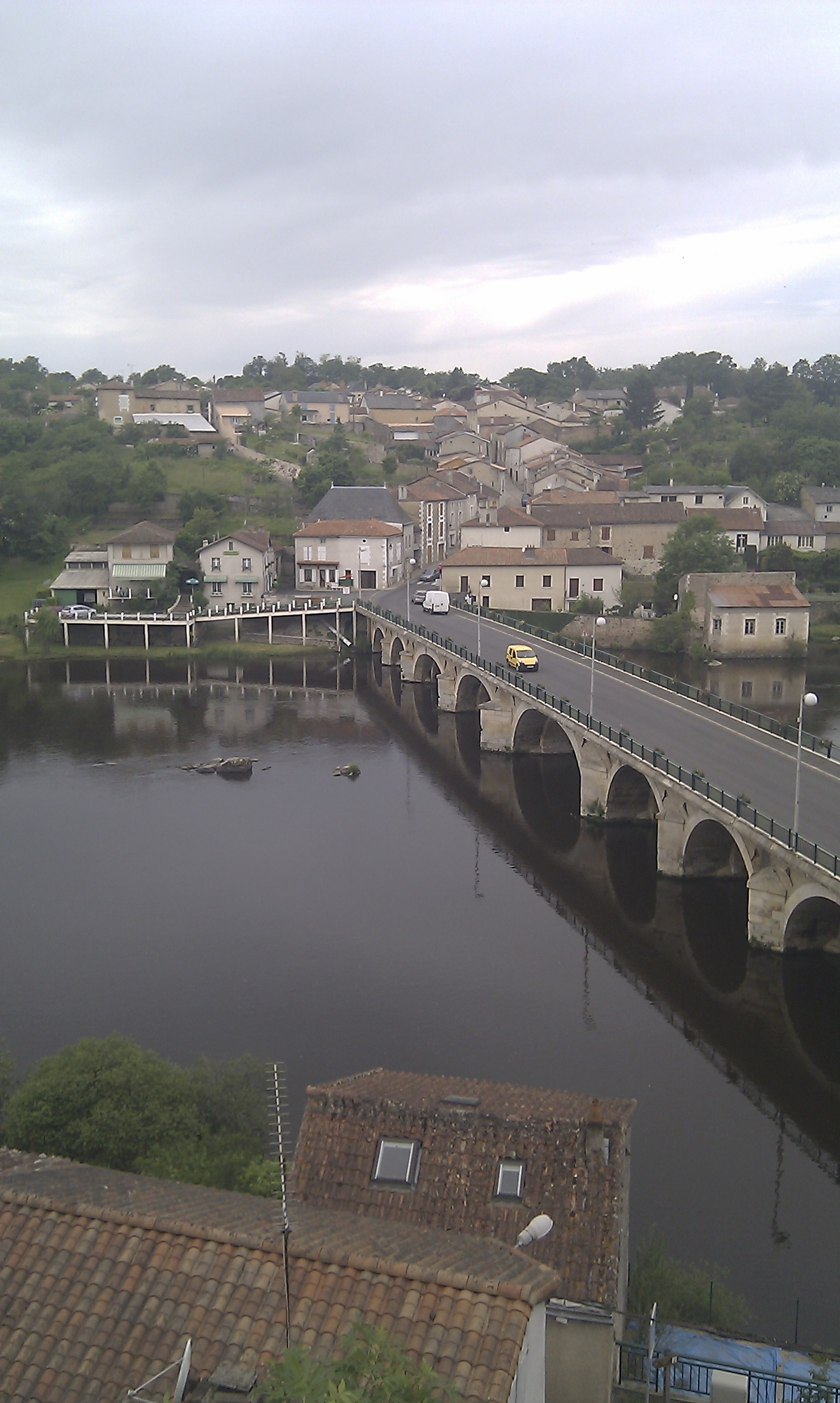
Vue en plongée depuis le côté de L'Isle-Jourdain, en juin 2012.